# Orthocis discoidalis
Orthocis discoidalis es una especie de coleóptero de la familia Ciidae.

## Distribución geográfica
Habita en Camerún.